# 田嶋勉
田嶋 勉（たじま つとむ、 1961年9月1日 - ）は、日本の作曲家。千葉県柏市出身。

## 人物
昭和36年千葉県柏市生まれ。専修大学松戸高等学校、東京音楽大学、上越教育大学大学院修士課程修了後、ピアノを笠井一郎、作曲理論を飯島英嗣・後藤丹、作曲を浦田健次郎に師事。数多くの吹奏楽曲を作曲しており、全日本吹奏楽コンクール課題曲にも過去4度（うち朝日作曲賞を1度受賞）選出されている。千葉県内の公立中学校・高等学校の音楽科教諭を務めており、柏市立柏中学校吹奏楽部顧問在任時には、全日本吹奏楽コンクール全国大会へ出場し、自ら作曲した課題曲「エアーズ」を演奏し、銀賞を受賞した。コンクールにおいて、自身の作曲した曲を自由曲とし演奏する、いわゆる“自作自演”自由曲はしばし見受けられるが（例として1981年・翌82年の全日本吹奏楽コンクールにおいて演奏された川口市立川口高校の「吹奏楽の為の「無言の変革」より 問い、そこに人の影はなかった」などがある）、課題曲が自作自演というのは非常に珍しいケースであった（とはいえ自由曲においても自作自演が珍しいという状況は変わらない）。そのほか、柏市との深い結びつきがあり、柏市制施行50周年記念歌の作曲なども行っている。
第12回文化庁舞台芸術創作奨励特別賞、平成18年度文部科学大臣優秀教員表彰受賞。
作曲集団「風の会」会員。

## 主な作品

### 作曲
- 汐風のマーチ（2010年度全日本吹奏楽コンクール課題曲）
- ピッコロマーチ（第17回朝日作曲賞/2007年度全日本吹奏楽コンクール課題曲）
- エアーズ（2004年度全日本吹奏楽コンクール課題曲）
- WISH for wind orchestra（1989年度全日本吹奏楽コンクール課題曲）
- 行進曲「異国の風景」
- 春の行進曲
- 8人の独奏者とシンフォニックバンドのための煉・帆・翔
- 行進曲「再会」
- かしわハッピー（柏市市制施行50周年記念歌）
- EPICUS
- 打楽器六重奏曲『満月祭』
- 詞花集
- アンコール （バンドジャーナル 2010年2月号付録）
- 遠き花火 （柏市立柏高等学校吹奏楽部委嘱作品）
- 組曲「フェアリーテイル」（岩手県吹奏楽連盟創立50周年委嘱作品）
- 友達のしるし（千葉県音楽教育研究大会記念曲、作詞：パッパラー河合）